# Coelichneumon sillemi
Coelichneumon sillemi är en stekelart som beskrevs av Per Abraham Roman 1935. Coelichneumon sillemi ingår i släktet Coelichneumon och familjen brokparasitsteklar. Inga underarter finns listade i Catalogue of Life.